# はりかも
はりかも（3月29日 - ）は、日本の漫画家。女性。香川県出身。代表作に『うらら迷路帖』などがある。

## 人物
血液型はO型。ペンネームの由来は適当に決めた物で「はり」は本名から、「かも」かもしれないのかもから取った物としている。

## 経歴
専門学校穴吹デザインカレッジを卒業後、2011年より同校で一時期非常勤講師をする傍ら、『まんがタイムきららミラク』創刊号より2014年1月号にかけて『夜森の国のソラニ』を連載。その後2014年6月号より、代表作となる『うらら迷路帖』を連載。同作は2017年にテレビアニメ化され、同じ年の『ミラク』の休刊後は『まんがタイムきらら』に移籍して2019年まで連載された。

## 作品リスト

### 漫画作品

#### 連載
- 夜森の国のソラニ（『まんがタイムきららミラク』vol.1〈2011年〉 - 2014年1月号[4]） - デビュー作[5]。
- 心臓の魔法（『まんがタイムきららカリノ』Vol.3〈2012年〉[6] - 2013年〈未完〉）
- うらら迷路帖（『まんがタイムきららミラク』2014年6月号 - 2017年12月号→『まんがタイムきらら』2018年2月号 - 2019年7月号[3]）
- BURNS SKOOL chillout（『Twitter』→『X』2022年[7] - 2023年） - 単行本未収録。
- 11番目のねこはねね（『ハルタ』Vol.115〈2024年〉[8] - 連載中）

#### 読み切り
- 恋文（『月刊コミック@バンチ』2013年7月号[9]）
- 知らないふりの国（『テラン』2022 WINTER、表紙イラストも担当[10]） - 単行本未収録。
- ミミさんと死なずに暮らしたい（『ハルタ』Vol.107〈2023年〉）[11] - 単行本未収録。

### イラスト
- ないしょでアイドル♪ 晴香、男の子に!? ショーゲキ☆デビューの巻（著：南房秀久、角川つばさ文庫、2011年）
- Aチャンネル アンソロジーコミック 1（2011年）[12]
- けいおん！ストーリーアンソロジーコミック Vol.1（2011年）[13]
- まんがタイムきららいちまるまる（『まんがタイムきらら』2012年3月号別冊付録）[14]
- のんのんびより 公式アンソロジー（2014年）巻頭カラーイラスト[15]
- 『はぢがーる』ドラマCD応援イラスト（2014年）[16]
- 『ひまわりさん』ドラマCD付属ブックレット（2015年）イラスト寄稿[17]
- 城下町のダンデライオン（テレビアニメ、2015年）第1話提供バックイラスト
- 三者三葉（テレビアニメ、2016年）第1話エンドカード
- ご注文はうさぎですか?（テレビアニメ、2017年）TOKYO MX再放送版第12話エンドカード
- 『まちカドまぞく』テレビアニメ化記念応援レター（『まんがタイムきららキャラット』2019年10月号）[18]
- 大ピンチ！解決クラブ (1) 時間の使い方（監修：川島隆太、KADOKAWA、2023年）装画

### 書籍

#### 漫画単行本
- 『夜森の国のソラニ』、芳文社〈まんがタイムKRコミックス〉2012年 - 2013年、全3巻
  1. 2012年8月27日発売[19]、ISBN 978-4-8322-4189-3
  2. 2013年5月27日発売[19]、ISBN 978-4-8322-4302-6
  3. 2013年12月26日発売[19]、ISBN 978-4-8322-4384-2
- 『うらら迷路帖』、芳文社〈まんがタイムKRコミックス〉2015年 - 2019年、全7巻
- 『11番目のねこはねね』、KADOKAWA〈ハルタコミックス〉2025年 - 、既刊1巻（2025年5月15日現在）
  1. 2025年5月15日発売[20][21]、ISBN 978-4-04-738114-8

#### 画集
- 『はりかも画集 girls on the tree』芳文社、2017年3月27日発売[5]、ISBN 978-4-8322-4822-9

### その他
- きららファンタジア（ゲーム、2017年）キャラクターデザイン、監修
- ポルポ（テレビ朝日系トークバラエティー番組、2020年）十文字ミミィのキャラクターデザイン[22]
- きんいろモザイクThank you!!（劇場アニメ、2021年）応援コメント[23]
- 企画展「イラストの魔法」（2023年）[24]
- しろみなたまね（エスえす所属Vtuber、2023年）キャラクターデザイン